# Porco preto ibérico

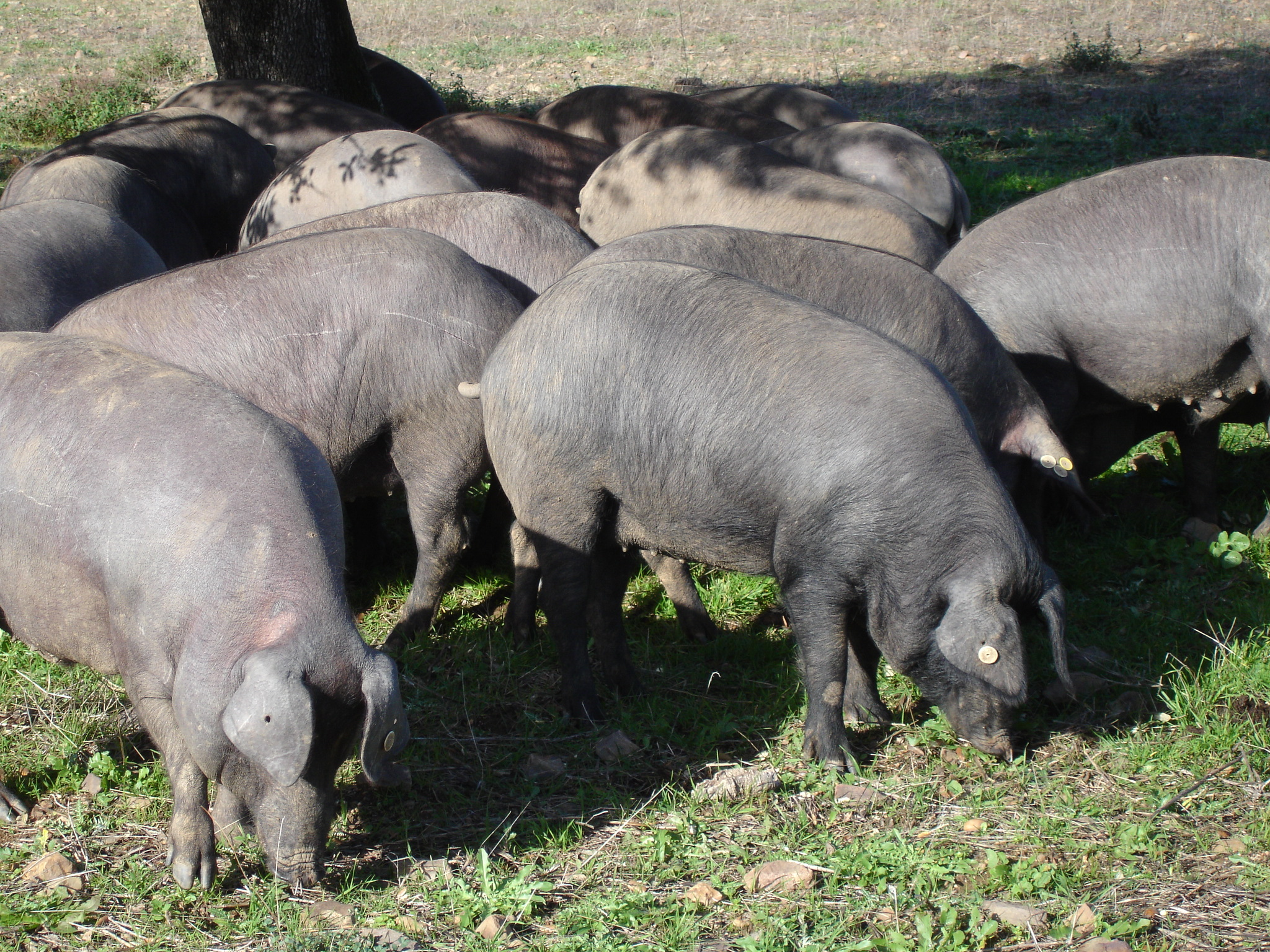
Porcos ibéricos em Extremadura, Espanha

O porco preto ibérico, também conhecida em Portugal como Alentejano, é uma raça do porco doméstico (Sus scrofa mediterraneus) que é nativa da área do Mediterrâneo. O porco ibérico, cuja única origem pode ser rastreada até aos tempos antigos, é encontrado em rebanhos agrupados no território central e sul do Península Ibérica (Portugal e Espanha).
A teoria mais aceite é que os primeiros porcos foram trazidos para a Península Ibérica pelos fenícios da costa oriental do Mediterrâneo (atual Líbano), onde se cruzaram com javalis. Este cruzamento deu origem às primeiras raças ibéricas, cuja origem, neste caso, pode ser rastreada até cerca do ano 1000 aC.
A produção de porco ibérico está profundamente ligada ao ecossistema mediterrânico. É um exemplo raro na produção mundial de suínos, onde o porco contribui de forma tão decisiva para a preservação do ecossistema. A raça ibérica é atualmente um dos poucos exemplos de uma raça domesticada que se adaptou a um ambiente bucólico, onde a terra é particularmente rica em recursos naturais, neste caso, a azinheira, carvalho fel e o  sobreiro.
Os números da raça ibérica foram drasticamente reduzidos desde 1960 devido a vários fatores tais como surtos de peste suína africana e a diminuição do valor da gordura animal. Nos últimos anos da década de 2010, no entanto, a produção de suínos do tipo Ibérico aumentou para satisfazer a nova demanda por carne de qualidade superior. Ao mesmo tempo, melhoramentos genéticos levaram ao desaparecimento de algumas variedades ancestrais, enquanto outras estão ameaçadas ou adulteradas.
O porco ibérico é de cor escura, vai do preto ao cinza, com pouco ou nenhum pelo e um corpo magro, dando assim origem ao nome familiar. Como os animais vivem livremente, eles estão constantemente em movimento e, portanto, queimam mais calorias do que outras espécies de porco.

## Produtos
Em Portugal, é proibido a venda de produtos com as designações «tipo preto» ou «pata negra», de forma a induzir em erro o consumidor, pensando estar a comprar produtos da raça de porco preto.